# カピッツァ (小惑星)
カピッツァ (3437 Kapitsa) は、小惑星帯の小惑星の一つ。リュドミーラ・カラチキナがクリミア天体物理天文台で発見した。
1978年のノーベル物理学賞者のピョートル・カピッツァから命名された。